# 熱烈応援マリーゼくらぶ
『熱烈応援マリーゼくらぶ』（ねつれつおうえんマリーゼくらぶ）は、福島放送で放送されていた、女子サッカー・なでしこリーグのTEPCOマリーゼを応援する番組。

## 概要
番組開始当初からの放送時間（土曜11時30分から11時45分）が、2006年4月1日から土曜日16時30分～16時45分に変更された。2007年4月からは水曜日20時54分～21時に変更、番組も5分に縮小された。2006年3月21日には1時間スペシャルを放送。この回で元女子サッカー日本代表の大竹奈美が番組を降板した。2007年12月26日の放送でいったん終了したが、2008年4月から再開された。

## 出演者
- 丹野麻衣子（福島放送アナウンサー、2007年4月 - ）
- 飯野雅人（元福島放送アナウンサー、 - 2007年12月）
- 越後和男（元サッカー日本代表、2006年4月 - ）
- 佐藤さやか（ - 2007年3月）
- 大竹奈美（ - 2006年3月）

## 主なコーナー
- ゲームフラッシュ
マリーゼの試合のハイライト。試合のない週はマリーゼフラッシュとし、選手にインタビューする。
- ザ・ゲームポイント
試合内容を解説の越後和男が分析する。
- マリーゼピックアップ
マリーゼ選手の紹介。
- マリーゼ広場
マリーゼサポーターを取り上げるコーナー。
- マリーゼかわら版
マリーゼの次の試合の案内や、イベントを紹介する。